# Tredici colonie
Le Tredici colonie, note anche come "Tredici colonie britanniche" o "Tredici colonie americane", erano un gruppo di colonie del Regno di Gran Bretagna sulla costa atlantica dell'America del Nord, fondate nel XVII e XVIII secolo che dichiararono la propria indipendenza nel 1776, portando alla creazione degli Stati Uniti d'America. Le Tredici colonie avevano sistemi politici, costituzionali e legali molto simili ed erano popolate principalmente da protestanti di lingua inglese. Le colonie del New England (Massachusetts, Connecticut, Rhode Island e New Hampshire), così come le colonie del Maryland e della Pennsylvania, furono fondate poiché spinte principalmente da sentimenti religiosi, mentre le altre colonie furono fondate su principi di commercio ed espansione economica. Tutte e tredici facevano parte dei possedimenti britannici nel Nuovo Mondo, noti nel loro insieme come "America britannica", che comprendeva anche colonie in Canada, Florida e nei Caraibi.
La popolazione coloniale crebbe da circa 2 000 abitanti nel 1625 a 2,4 milioni nel 1775, causando uno spostamento dei nativi americani verso ovest; questa popolazione includeva anche gli schiavi. La schiavitù era legale in tutte le colonie prima della guerra d'indipendenza americana. Nel XVIII secolo, il governo britannico gestiva le sue colonie secondo una politica di mercantilismo, in cui l'autorità centrale amministrava i suoi possedimenti a beneficio della madrepatria in Europa.
Le Tredici colonie godevano di un alto grado di autonomia con elezioni amministrative locali, e resistettero per molto tempo alle pressioni di Londra che cercava di imporre un maggior controllo su di loro. Tuttavia la guerra franco-indiana (1754–1763) contro la Francia e i suoi alleati indiani portò a crescenti tensioni tra la Gran Bretagna e le Tredici colonie. Durante gli anni 1750, le colonie iniziarono a collaborare maggiormente tra loro invece di trattare direttamente con la Gran Bretagna e tali collaborazioni svilupparono un senso di identità americana condivisa, sollevando richieste di protezione dei diritti dei coloni e in particolare del principio di "nessuna tassazione senza rappresentanza". I conflitti con il governo britannico su tasse e diritti sfociarono nella guerra d'indipendenza americana (1775–1783), in cui le colonie si coalizzarono e formando il Congresso continentale. Le colonie vinsero il conflitto con l'aiuto della Francia e, in misura minore, delle Province Unite e della Spagna.

## Le colonie
I documenti contemporanei indicano le Tredici colonie britanniche del Nord America in ordine geografico da nord a sud.
- Colonie della Nuova Inghilterra
  - Provincia del New Hampshire
  - Provincia della Massachusetts Bay[5]
  - Colonia di Rhode Island e delle Piantagioni di Providence
  - Colonia del Connecticut
- Colonie di mezzo
  - Provincia di New York
  - Provincia del New Jersey
  - Provincia di Pennsylvania
  - Colonia del Delaware
- Colonie del sud
  - Provincia del Maryland
  - Colonia della Virginia
  - Provincia della Carolina del Nord
  - Provincia della Carolina del Sud
  - Provincia della Georgia

## Altre suddivisioni prima del 1730
- Colonia di Jamestown: primo insediamento inglese in Nord America fondato nel maggio 1607.
- Colonia di Plymouth: fondata nel 1620 dai Padri Pellegrini dopo l'approdo a capo Cod. Plymouth venne annessa alla colonia della Baia del Massachusetts con la pubblicazione della Massachusetts Bay Charter del 1691.
- Maine: fondata nel 1622, anche se vi fu un tentativo precedente di fondare la colonia di Popham sull'isola di Sagadahoc, nel Maine, nel 1607, che venne però abbandonata dopo un solo anno. La colonia della Baia del Massachusetts si annetté il Maine durante la guerra civile inglese, ma con la Restaurazione, il Maine riebbe la sua autonomia nel 1664. Il Maine fu ufficialmente annesso alla colonia della Baia del Massachusetts con la pubblicazione della Massachusetts Bay Charter del 1691.
- Colonia del Maryland: costituita nel 1632.
- Colonia del Rhode Island: fondata nel 1636 da alcuni dissidenti puritani.
- Colonia di New Haven: fondata alla fine del 1637, New Haven venne annessa alla colonia del Connecticut con la pubblicazione della Connecticut Charter nel 1662, come punizione del re Carlo II d'Inghilterra per aver ospitato i giudici che condannarono a morte suo padre Carlo I.
- Provincia della Carolina: fondata nel 1663, la Carolina venne divisa in Nord Carolina e Sud Carolina nel 1712. Entrambe le colonie divennero possedimenti personali del re d'Inghilterra nel 1729.
- Colonia del New Jersey: fu fondata e divisa nel 1674 in due colonie separate, West Jersey e East Jersey, poi riunite nel 1702.
- Colonia della Pennsylvania: costituita nel 1680 su iniziativa di William Penn.
- Dominio della Nuova Inghilterra: creato da Giacomo II mediante l'accorpamento del Maine, New Hampshire, Massachusetts Bay, Plymouth, Rhode Island, Connecticut, New York, East Jersey e West Jersey in una singola grande entità politico-territoriale nel 1685. L'esperimento venne sospeso con la Gloriosa Rivoluzione del 1688-89, ma le nove ex-colonie si riunirono nel 1689.
- Colonia del Delaware: costituitasi nel 1712 per distacco dalla Pennsylvania.